# Gyeongsang

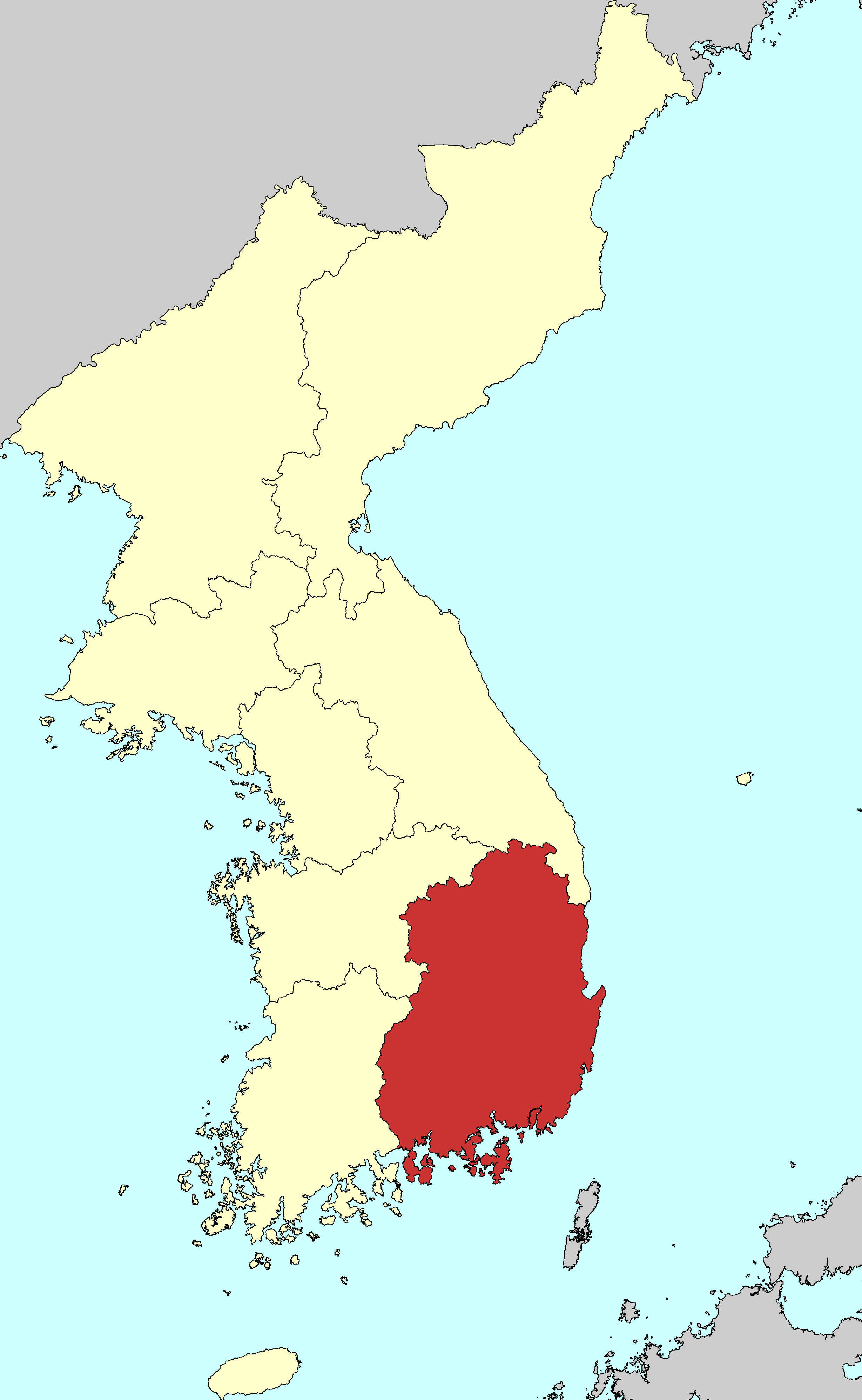
Gyeongsang

Gyeongsang (경상도; 慶尙道; Gyeongsang-do) foi uma das 8 províncias da Coreia durante a dinastia Joseon. Gyeongsang estava localizado no sudeste da Coreia. A capital da província era Daegu. Hoje, ela está dividida em Gyeongsangbuk-do e Gyeongsangnam-do.